# Васил Романов
Васил Ташков Романов (10 март 1938 – 18 декември 2016) е български футболист, полузащитник. В кариерата си играе за Миньор (Перник) и ЦСКА (София).

## Кариера
Играл е за Миньор (Перник) (1957-1960, 1967-1968) и ЦСКА (1960-1967). Има 197 мача и 38 гола в А група (114 мача и 13 гола за ЦСКА и 83 мача и 25 гола за Миньор). С ЦСКА е трикратен шампион на България през 1961, 1962 и 1966) и двукратен носител на Купата на Съветската армия през 1961 и 1965 г. Има 4 мача за А националния отбор. За ЦСКА има 10 мача и 7 гола в евротурнирите (8 мача и 4 гола за КЕШ и 2 мача с 3 гола за КНК). Полуфиналист за Купата на европейските шампиони през 1967 г. Отбелязва хеттрик за победата с 4:2 срещу Борусия (Дортмунд) (Германия) за КНК през 1965 г.